# Tankard
Tankard es una banda alemana de thrash metal fundada en 1982 en Fráncfort del Meno. Después de perder a su guitarrista debido a que reflejaban la imagen de un grupo de borrachos, tuvieron que retrasar su primera grabación hasta 1986. Desde entonces la banda continuamente ha hecho canciones con el mismo estilo, canciones de metal rápidas en honor al alcohol. Ellos se auto-proclaman "Kings of Beer" (Reyes de la Cerveza) en honor al personaje folclórico Gambrinus[cita requerida]. Actualmente Tankard es considerado uno de los "cuatro grandes" del thrash metal alemán, junto con Kreator, Sodom y Destruction.

## Historia
Era el año 1980 y el Eintracht Frankfurt se coronaba campeón de la copa UEFA, Andreas Fritz Johannes Geremia (Gerre) en ese entonces un niño de 13 años de edad se pone por primera vez una borrachera tras el éxito conseguido por su equipo. Dos años más tarde en 1982, con 15 años de edad, el futuro frontman "Gerre" logra unir fuerzas con un par de maniáticos de su clase de 10.º grado quien en ese tiempo eran Axel Katzmann en guitarra y Frank Thorwart bajo. Luego meterian a tocar a Oliver Werner en batería y Bernard Rapprich guitarra, todos de 15 años. En el principio se llamaban a sí mismos Vortex And Avenger hasta que descubrieron la palabra Tankard en un diccionario. Se la pasaban practicando una y otra vez en el sótano de la iglesia de Matthäus, hasta que fueron expulsados del lugar, ya que sus guitarras distorsionadas y gruñidos, alteraban las misas. Después de un par de semanas de práctica, escribieron por primera vez una canción, una melodía de ocho minutos de duración llamada "Ray Death", "Una canción sobre la aburrida guerra nuclear", según Gerre.
Pronto descubrieron y se dieron cuenta de que tenían que duplicar el ritmo, la fórmula de su éxito se encontró y se mantiene hasta hoy. "Fast-thrash punk" era la costumbre de gritar y golpear, pero con un elemento de pura anarquía y diversión. "Nosotros no existiríamos sin el humor", dice Gerre.
Un año después tocarían su primer concierto en un salón de clases el 28 de mayo de 1983. Dado que el alcohol no era permitido en la escuela se les ocurre verter sus cervezas en envases de cartón de leche que se consumen durante el concierto. Bernard Rapprich guitarrista tuvo que dejar la banda, debido a que su conservador padre no quería que estuviera con un grupo de borrachos. La primera opción para la sustitución resultó ser la mejor. En la clase de al lado se encontraba un maniático fanático de AC/DC, llamado Andy Bulgaropoulos.
Para el año 1984, Tankard tocaría en un suceso legendario en Sindlingen. Donde se encontraban otras bandas legendarias las cuales eran Sodom y Destruction. Manfred Schütz de la SPV Records, que estuvo allí también, les hizo una gran oferta, pero luego la retiró ya después de ver tocar a la banda, Gerre comenta: "El tenía las pelotas para decirnos que tocábamos mal. ¿Tocábamos mal?, ¡Nosotros apestábamos!". La razón principal es que Andy vestía no muy metal. Es así que en esa noche Sodom y Destruction firmaron con SPV Steamhammer Records y Tankard aún no tenía contrato. Lo que los muchachos necesitaban aparte de las tocadas eran demos populares para ir entrando en el negocio, es así que ese año se lanza su primer demo Heavy Metal Vanguard y un año más tarde en 1985 su segundo demo Alcoholic Metal.
Para 1986 logran firmar su primer contrato con Noise Records y Tankard deja momentáneamente la lucha entre Thrashers y Posers, para graduarse de la escuela e ir a Berlín para grabar su álbum debut. El primer álbum de la banda sería lanzado, Zombie Attack sería un bum en las tiendas aquel año. Su segundo álbum Chemical Invasion, vendería más de 30 mil ejemplares, un año más tarde. La banda ganaría más crédito por Europa en la primavera de 1988 en su gira junto a Deathrow. Luego de la gira ese mismo año su tercer álbum The Morning After sería lanzado. Así mismo grabarían el videoclip del tema que lleva el título del álbum, y serían la máxima atracción en los conciertos junto a Helstar, Vendetta y Dimple Minds.
La combinación de humor alcohólico, ironía política, ritmo galopante y la presencia en el escenario de Gerre, hacían que la banda adquiriera más popularidad. En 1988, la revista Stern describe su música en un artículo titulado "Heavy Metal subcultura" como un "Tren descarrilado cargado con jarras de cerveza". Incluso la prominente banda Metallica, que en aquel año andaba como soporte por Alemania de Twisted Sister, quedó impresionada, Hetfield al verlos y reírse de sus traseros, le dice a Ulrich: "¡Oye, su sonido es como una mezcla entre Tank y Discharge!" mientras Ulrich con la boca abierta, leía el nombre de la banda de carteles.
En 1989, Tankard completo otra gira por Europa junto a Deathrow y también lanzó el EP "Aliens". El ritmo de los conciertos y las abrumadoras entrevistas, fueron agotadoras Oliver Werner, el puesto fue dado al baterista Amulf Tunne. Otra innovación fue el lanzamiento de la colección " Hair Of The Dog" en Inglaterra. 1990 fue muy importante, no sólo para la historia del mundo, también para Tankard. Con la caída del Muro de Berlín, el grupo fue de los primeros en tocar en la antigua Alemania Oriental, además de dos conciertos en Rumania.
Un festival organizado por Noise Records en la parte oriental de Berlín, llevó a Tankard a presentarse frente a siete mil personas junto a Kreator, Coroner, y Sabbath. El concierto se registró en el video "Open All Night". Ese año se produce el lanzamiento de "The Meaning Of Life" con 50 mil copias vendidas. De este tour se tomaron las primeras versiones de los clásicos que están en el disco en vivo "Fat, Ugly And Live", de 1991. Antes de crear el álbum de 1992, "Stone Cold Sober", la banda toca en países sin tradición en el metal, como Bulgaria y Turquía. Para toda la banda será un recuerdo inolvidable de su llegada a Sofía, la capital búlgara, donde son tratados como estrellas de rock, con la conferencia de prensa en el aeropuerto y guardias de seguridad las 24 horas del día. En octubre de ese año, los reyes de la cerveza giraron con sus coterráneos Megalomaniax y los británicos Xentrix. En 1993, los conciertos tuvieron lugar junto a Iced Earth y Blind Guardian en Suiza y Austria. A finales de ese año, ya en 1994 para ser más exacto, "Two Faced" aumentó la discografía de la banda, que acaba de perder el baterista Anulf siendo reemplazado por Olaf Zissel. Una vieja idea de la banda se puso en práctica en 1994. Siempre en un tono de burla y humor, grabaron un disco de punk rock, en alemán, cambian Tankard por Tankwart. El guitarrista Katzmann es el próximo en irse de la banda en 1995. Serios problemas con su mano izquierda, le prohíben volver a tocar y dejó la carrera musical. En lugar de perder tiempo buscando un reemplazo, el resto de la banda opta por trabajar sólo con un guitarrista, haciendo un cuarteto de Tankard. Tres composiciones del exguitarrista se incluyeron en "The Tankard", un álbum que tiene algunas sorpresas para los aficionados. Parte del material es mucho más melódico de lo normal. El video "Minds On The Moon", es sólo un pequeño homenaje a Katzmann, que aparece en el clip. Ese año rompen con Noise y firman para Century Media Records.
A inicios de 1998 es lanzado "Disco Destroyer", una vuelta a las raíces del thrash metal. Después de la gira, Andy Bulgaropoulos, deja la banda, para cambiar su estilo de vida de alcohólico del metal, para montar su propia familia. En la primavera de 1998, Andy Grutjar, ex Lightmare, es elegido para cubrir la vacante.
Para compensar los recientes problemas, llega la consagración y el verdadero renacimiento con el Wacken Open Air Festival en Alemania. La suerte parece haber cambiado positivamente, y en 1999 por un amigo japonés, Tankard gira por Japón haciendo shows en Tokio y Osaka, y un pub fue inaugurado con el nombre Tankard. Para los cuatro, fue la oportunidad de crecer culturalmente y enriquecer el vocabulario con términos como "kampei" (salud) y "jopparei" (borracho). El año también tuvo otros puntos altos para Tankard. La banda grabó una canción que conmemora el centenario de Eintracht Frankfurt, club de fútbol del cual la banda es aficionada. Así mismo graban el tema "Son Of A Bitch" como tributo a Accept. Además de conciertos en los festivales Wacken y el Dynamo Open Air en Holanda. Una gira con Sodom los llevaría a la República Checa para el "Fuck The Millennium Tour". En enero de 2000, "The King Of Beer" fue escrito para reforzar todo lo que se ha dicho sobre Tankard: thrash metal de alto nivel, cerveza, humor, cerveza y cerveza. Una nota en la portada, hace alusión al álbum "Kings of Metal" de Manowar. El material también sirve para conmemorar el aniversario de 18 años de carrera de la banda.
Para el 2002 la banda lanza B-Day, siguiendo con el éxito de la banda, en 2004 es lanzado Beast of Bourbon, con momentos intensos llenos de riff y alcohol, demostrando así el poder y pesadez de Tankard, un año después es lanzado el DVD Fat, Ugly And Still (A)Live, para el 2006 la banda grabaría su vanagloriado álbum The Beauty and the Beer, con el cual la banda goza de todo el humor alcohólico de sus mejores épocas. En el 2007 es lanzado una compilación celebrando los 25 años de la banda, Best Case Scenario: 25 Years in Beers, el cuenta con 18 covers realizado por otras bandas como tributo a Tankard, así como 15 temas clásicos regrabados de la banda.
En el 2008 la banda lanza lo que sería su decimotercer disco Thirst. En 2010 sale su décimo cuarto álbum de estudio titulado "Vol(l)ume 14". En el 2012 lanzan uno de sus álbumes con más venta A girl called Cerveza y por primera vez con la disquera Nuclear Blast Records. En el 2014 sale R.I.B (Rest In Beer) siendo el último álbum grabado por la banda.

## Miembros
- Andreas Geremia o Gerre - voz
- Andreas Gutjahr - guitarra
- Frank Thorwarth - bajo
- Olaf Zissel - batería

### Miembros antiguos
- Axel Katzmann - guitarra (1982-1993)
- Bernhard Rapprich - guitarra (1982-1983)
- Andy Bulgaropulos - guitarra (1983-1999)
- Adiel Godzic - batería (1982-1991)
- Arnulf Tunn - batería (1992-1994)

## Discografía

### Álbumes de estudio
| Año  | Álbum                   | Discográfica          |
| 1986 | Zombie Attack           | Noise Records         |
| 1987 | Chemical Invasion       | Noise Records         |
| 1988 | The Morning After       | Noise Records         |
| 1990 | The Meaning of Life     | Noise Records         |
| 1992 | Stone Cold Sober        | Noise Records         |
| 1994 | Two-Faced               | Noise Records         |
| 1995 | The Tankard             | Noise Records         |
| 1998 | Disco Destroyer         | Century Media Records |
| 2000 | Kings of Beer           | Century Media Records |
| 2002 | B-Day                   | AFM Records           |
| 2004 | Beast of Bourbon        | AFM Records           |
| 2006 | The Beauty and the Beer | AFM Records           |
| 2008 | Thirst                  | AFM Records           |
| 2010 | Vol(l)ume 14            | AFM Records           |
| 2012 | A girl called Cerveza   | Nuclear Blast Records |
| 2014 | R.I.B. Rest In Beer     | Nuclear Blast Records |
| 2017 | One Foot in the Grave   | Nuclear Blast Records |
| 2022 | Pavlov's Dawgs          | Reaper Entertainment  |

### DVD
- Fat, Ugly And Still (A) Live (2005)
- Open all Night Reloaded  (2009)

### Otros lanzamientos
- Heavy Metal Vanguard (1984) - demo
- Alcoholic Metal (1985) - demo
- Alien (1989) - EP
- Hair of the Dog (1989) - compilación
- Open All Night (1990) - video
- Fat, Ugly and Live (1991) - álbum en vivo
- Schwarz-Weiß wie Schnee-CD (EP) (2006)